# Where You Want to Be
Where You Want to Be es el segundo álbum de estudio de Taking Back Sunday. Lanzado en verano de 2004, nuevamente por Victory, sigue la línea creada con Tell All Your Friends dos años antes.
En este álbum se producen dos cambios en la formación de la banda. Fred Mascherino sustituye a John Nolan y Matt Rubano a Shaun Cooper. Pese a las siempre inevitables comparaciones cuando se producen cambios, la banda no nota en exceso estos cambios y Where You Want to Be es muy bien acogido por la crítica, en general, y, sobre todo, por sus seguidores, ya que se vendieron 163 000 unidades de este CD en la primera semana y entró directamente al número 3 del Billboard de 2004.
La pista "This Photograph is Proof (I Know You Know)" es uno de los sencillos del disco y uno de los temas correspondientes a la banda sonora de la película Spider-Man 2. Los otros sencillos del álbum son "Set Phasers to Stun" y "A Decade Under the Influence", el primer sencillo promocional del álbum.

## Listado de canciones
1. "Set Phasers to Stun" – 3:03
2. "Bonus Mosh Pt. II" – 3:06
3. "A Decade Under the Influence" – 4:07
4. "This Photograph is Proof (I Know You Know)" – 4:11
5. "The Union" – 2:50
6. "New American Classic" – 4:35
7. "I Am Fred Astaire" – 3:43
8. "One-Eighty By Summer" – 3:53
9. "Number Five With A Bullet" – 3:49
10. "Little Devotional" – 3:07
11. "…Slowdance On The Inside" – 4:26

Canción extra para Japón
1. "Your Own Disaster" – 4:26

## Créditos
Taking Back Sunday
- Adam Lazzara - voz
- Fred Mascherino - Voz, guitarra
- Eddie Reyes - guitarra
- Matt Rubano - bajo
- Mark O'Connell - batería

Otros
- Roy Zu-Arets - piano, teclados, órgano

- Datos: Q1646530